# Caroline Copers
Caroline Copers (Wilrijk, 9 mei 1960) is een Belgische syndicaliste en sinds 2005 de algemeen secretaris van het Vlaams ABVV.

## Levensloop
Copers studeerde rechten aan de Vrije Universiteit Brussel (VUB) alwaar ze in 1984 afstudeerde na het behalen van een postgraduaat sociaal recht. Ze ging onmiddellijk hiernavolgend aan de slag als dossierbeheerder bij de juridische dienst van het ABVV Antwerpen. Deze functie oefende ze uit tot in 1994. In dat jaar werd ze verkozen tot vakbondssecretaris van de Algemene Centrale Antwerpen-Waasland voor de sectoren schoonmaak, bewaking, tabak en zoo. In 1999 klom ze op tot gewestelijk voorzitter van deze centrale. Daarnaast bleef ze als secretaris de belangen behartigen voor de sectoren bewaking en tabak. Deze functies bleef ze uitvoeren tot ze op 1 mei 2005 werd aangesteld tot algemeen secretaris van het Vlaams ABVV. Ze volgde Xavier Verboven in deze hoedanigheid op.
Bij haar aanstelling tot algemeen secretaris stelde zich tot doel om het ABVV te moderniseren en de samenwerking met NGO's en de (linkse) politieke partijen (bezijdens de sp.a, want daar wordt al sinds het ontstaan nauw mee samengewerkt) te verbreden. Daarnaast klaagde ze de subjectieve houding van de media ten opzichte van de vakbonden reeds meermaals aan. Ten slotte hoopt ze het (Vlaams) ABVV een organisatie te laten blijven (én ervan te maken) die nadenkt over de veranderingen in de maatschappij, die samenwerkingsverbanden opbouwt met andere democratische sociale bewegingen en organisaties, die zich Europees en internationaal versterkt en een transnationale syndicale tegenmacht uitbouwt tegen de globalisering en het wereldwijde en ongebreidelde neoliberalisme.